# Cedric the Entertainer
Cedric Antonio Kyles (født 24. april 1964) er en amerikansk skuespiller og komiker bedst kendt under sit kunstnernavn Cedric the Entertainer.

## Filmografi i udvalg
- Big Momma's House (2000)
- The Original Kings of Comedy (2000)
- Barbershop (2002)
- Ice Age (2002)
- Intolerable Cruelty (2003)
- Barbershop 2: Back in Business (2004)
- Be Cool (2005)
- Madagascar (2005)
- Madagascar: Escape 2 Africa (2008)
- Madagascar 3: Europe's Most Wanted (2012)